# Anomotoma octocostata
Anomotoma octocostata är en skalbaggsart som först beskrevs av Max Quedenfeldt 1885.  Anomotoma octocostata ingår i släktet Anomotoma och familjen långhorningar.
Artens utbredningsområde är:
- Benin.
- Gabon.
- Ghana.
- Nigeria.
- Niger.
- Togo.

Inga underarter finns listade i Catalogue of Life.